# South Point Hotel, Casino, and Spa
Le South Point Hotel, Casino, and Spa est un gratte-ciel de 111 mètres de hauteur construit à Las Vegas au Nevada aux États-Unis de 2004 à 2005.
Situé le long du Las Vegas Boulevard il abrite un hôtel avec 660 chambres et un casino sur 25 étages ainsi que 6 000 places de parking.
L'ensemble a coûté 600 millions de $.
Les architectes sont l'agence d'architecture Klai Juba Architects basée à Las Vegas et l'agence Leo A Daly.

## Restaurants
Le South Coast a ouvert ses portes avec six restaurants, dont le plus grand buffet de tous les casinos de la côte. Après que Gaughan ait pris le contrôle de la propriété, il a ajouté un chariot à hot-dogs populaire, une idée reprise de son hôtel-casino Barbary Coast. En 2007, Gaughan a également déménagé son restaurant, Michael's, du Barbary Coast au South Point,,. Le restaurant est étroitement modelé sur l'emplacement d'origine et est populaire pour son ambiance à l'ancienne de Las Vegas,,. Baja Miguel's, un restaurant mexicain, a été déplacé au deuxième étage pour faire place à Michael's. De nouveaux restaurants ont été ajoutés en 2010, dont un Steak 'n Shake,,. Il s'agissait du premier emplacement à ouvrir dans l'ouest des États-Unis. En 2015, le complexe comptait 11 restaurants.

## Divertisseurs
Le South Point dispose d'une salle de spectacle de 400 places. Clint Black a été le premier grand artiste à se produire dans l'hôtel-casino, en février 2006. Parmi les autres artistes notables, citons les comédiens Ralphie May,,, Jerry Lewis,, et Rob Schneider,. Les Righteous Brothers ont commencé une résidence en 2021.

## Historique de la télévision
- En 2006 et 2007, le casino a servi de lieu de tournage à deux programmes de poker : Poker After Dark[26],[27],[28], et les troisième et quatrième saisons de High Stakes Poker[29],[30].
- Le South Point a accueilli le téléthon Jerry Lewis MDA de 2006 à 2011[31],[32].
- Une émission de sports, The Linemakers, a commencé à être filmée au South Point en 2011. Elle était tournée dans le bookmaker et le Del Mar Lounge, et diffusée sur Velocity[33],[34].
- Vegas Stripped, une série de téléréalité de six épisodes diffusée sur Travel Channel, a également été tournée au South Point en 2011 et diffusée l'année suivante. Elle a examiné les opérations et la gestion en coulisses du South Point[35]